# رزيز
رَزِيز أو رِكْسيِيَة أو جَمَال المروج (الاسم العلمي: Rhexia)، جنس حولية ومعمرة، برية تزيينية من فصيلة الثغريات السوداء (تضم حوالي 4500 نوعًا في 150 جنسًا). وقد تم التعرف على 11 إلى 13 نوعًا من الركسية اعتمادًا على العلاجات التصنيفية المُختلفة.